# Spargania cumatilis
Spargania cumatilis là một loài bướm đêm trong họ Geometridae.